# Александров Віктор Євгенович (письменник)
Ві́ктор Євге́нович Алекса́ндров (рос. Виктор Евгеньевич Александров; 19 (6) листопада 1917, Ставрополь, Російська республіка — 2 червня 1992, Київ, Україна) — український радянський письменник, писав російською мовою. Член Спілки письменників України. Член Спілки письменників СРСР з 1959 року.
Заступник головного редактора журналу «Радуга» (1964–1966). Автор повістей на військово-патріотичну тему.

## Життєпис
Народився в родині поштового працівника. Закінчив школу ФНЗ, працював слюсарем на паровозоремонтному заводі ім. В. Леніна в Ростові-на-Дону. 1937 року закінчив робітфак. Призваний до радянської армії, ле прослужив понад 25 років. Учасник німецько-радянської війни, був поранений. 1963 року звільнений у запас у званні підполковника.
Заочно закінчив Літературний інститут (Москва, 1964). Працював завідувачем відділу прози, заступником головного редактора журналу «Радуга» (1964–1966).
Нагороджений орденом Червоної Зірки та медалями. Член КПРС.
Свої документи та листи письменник передав на зберігання в Центральний державний архів-музей літератури і мистецтва України 1978 року.

## Творчість
Перші вірші опублікував 1934 року. Брав участь у низці колективних поетичних збірників. Опублікував поему «Неистовый Виссарион» (1948). З 1951 року пише переважно прозу.
Основні видання:
- Повесть о солдате (Москва, 1956)
- Выстрелы в степи (Москва, 1958, 1960)
- Звёздочка (Дніпропетровськ, 1958)
- Солдаты пехоты крылатой (Москва, 1959)
- Случай в воздухе (Москва, 1961)
- Слово солдата (Москва, 1963)
- Крылатые пехотинцы (Київ, 1963)
- Под белыми куполами (Москва, 1964; Київ, 1970)
- Им открывают сердца (Москва, 1970)
- Лутугин (Донецьк, 1971)
  - Леонід Лутугін (українською мовою, 1975, серія «Уславлені імена»)
- Белые крылья (Москва, 1972; Київ, 1977)
- Нестареющая память (Київ, 1978)
- Тимур — сын Фрунзе (Москва, 1979)
- Десантный узел (Київ, 1984)
- Запах окопной земли (Київ, 1987).